# Škoda 450

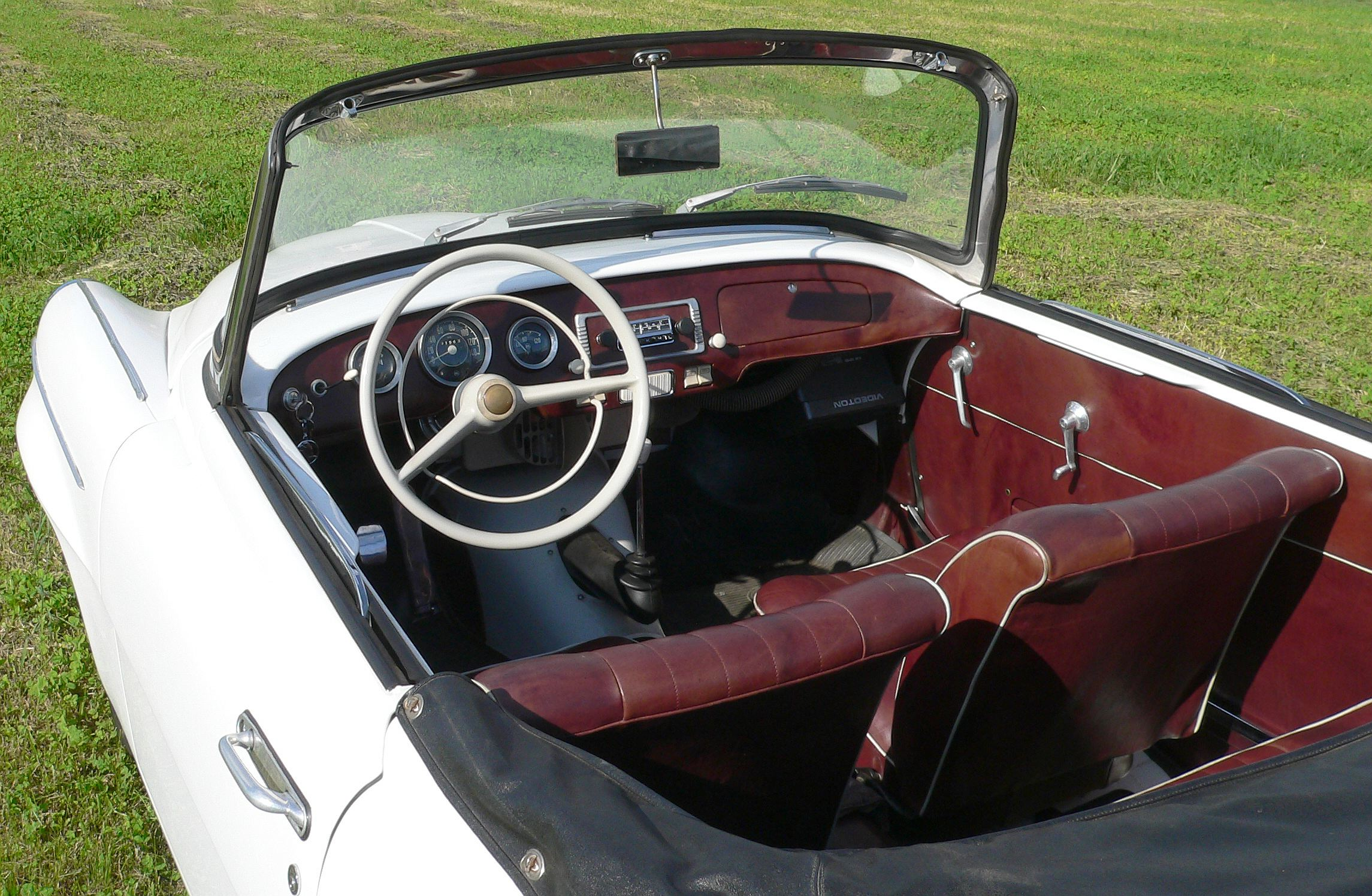
Felicia Cabrio – Innenansicht

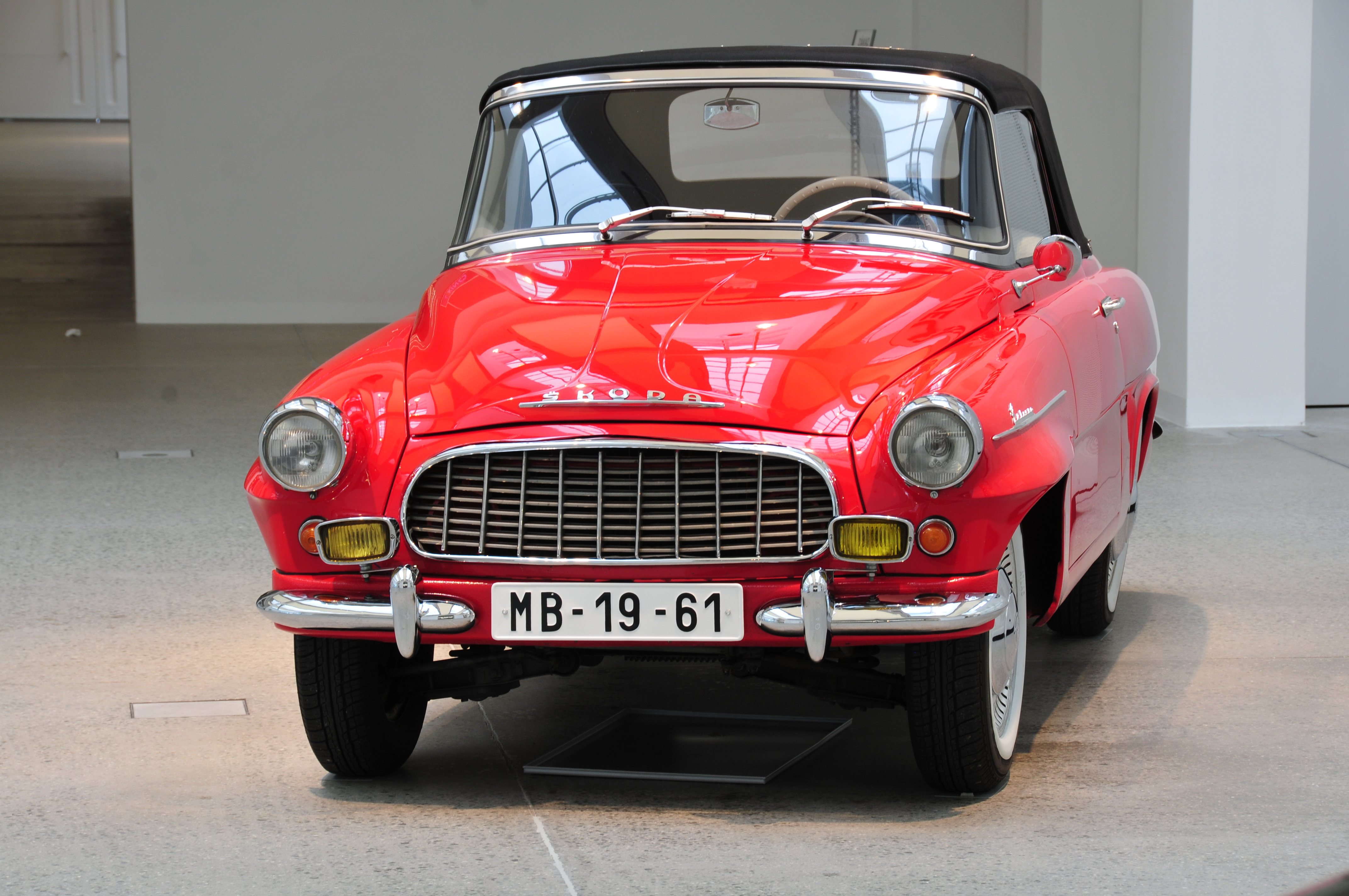
Frontansicht

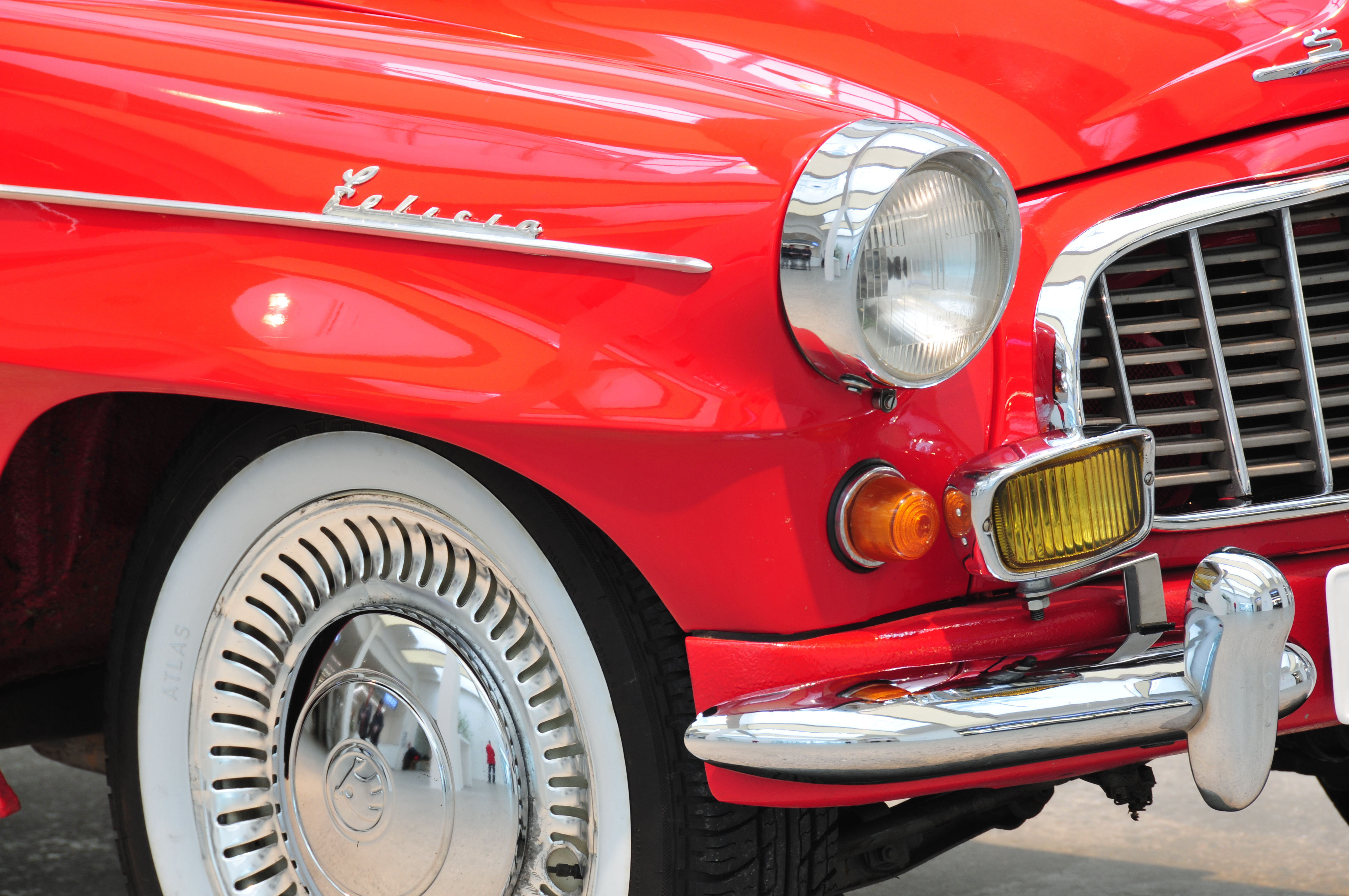
Detail vorderer Kotflügel

Der Škoda 450 (Typ 984) bzw. Škoda Felicia (Typ 994) war ein Cabriolet des Automobilherstellers AZNP unter der Marke Škoda.

## Modellgeschichte
Basis für das Cabrio aus dem Jahr 1957 war der Škoda 440. Dieses unterschied sich von der Limousine und dem Kombi durch einen stärkeren Motor und durch ein Stoffdach, wahlweise war ein Hardtop lieferbar. 1959 wurde das Modell 450 nach einer Modernisierung und Veränderung im Außenbereich in Škoda Felicia umbenannt. Ab etwa 1960 war auch ein Hardtop erhältlich, das den Felicia allwetterfest machen sollte.
1964 wurde die Produktion des Cabrios ersatzlos gestrichen. Als sportliches Modell folgte das heckmotorgetriebene Coupé Škoda 1100 MBX.
Der Škoda Felicia war eines der wenigen in größerer Stückzahl produzierten Cabriolets im Ostblock. Das Äußere galt seinerzeit als gelungen. Ein hart abgestimmtes Fahrwerk und kräftige Auspuffgeräusche sollten einen sportlichen Anspruch unterstreichen. Die Lenkung wirkte indirekt. Das Fahrverhalten war stark übersteuernd. Der Motor galt als elastisch, aber nicht als drehfreudig. Zu den positiven Eigenschaften zählte der moderate Kraftstoffverbrauch.
Im Jahr 1994 wurde der Name Felicia für den Kompaktwagen Škoda Felicia wieder aufgegriffen.

## Modelle

### Škoda 450 (1957–1959)
Technische Daten:
- Zylinder: 4
- Hubraum: 1089 cm³
- Leistung: 36,8 kW (50 PS)
- Höchstgeschwindigkeit: 128 km/h
- Abmessungen (L × B × H): 4065 mm × 1600 mm × 1380 mm

### Škoda Felicia (1959–1964)
Škoda Felicia (Typ 994) – umbenannter Škoda 450 – wurde von 1959 bis 1964 als Coupé und Cabrio gebaut. Es wurden insgesamt 1.010 Fahrzeuge dieses Typs produziert.
Technische Daten:
- Zylinder: 4
- Hubraum: 1089 cm³
- Leistung: 36,8 kW (50 PS)
- Höchstgeschwindigkeit: 128 km/h
- Abmessungen (L×B×H): 4065 mm × 1600 mm × 1380 mm

### Škoda Felicia Super (1961–1964)
Ab 1961 gab es zusätzlich den Škoda Felicia Super (Typ 996) mit stärkerem Motor.
Technische Daten:
- Zylinder: 4
- Hubraum: 1221 cm³
- Leistung: 40,4 kW (55 PS)
- Höchstgeschwindigkeit: 138 km/h
- Abmessungen (L × B × H): 4065 mm × 1600 mm × 1380 mm

Bei den Leistungsangaben handelt es sich um brutto-SAE-PS. Die PS-Zahl nach der üblichen DIN-ISO-Norm lag etwas darunter, bei 47 bzw. 50 DIN-PS für den Felicia Super. Zudem wurden in die DDR exportierte Fahrzeuge mit reduzierter Verdichtung ausgeliefert, sodass sich eine geringere Leistung von 40–42 bzw. 43–44 DIN-PS für den Felicia Super ergab. Begründet wurde die Maßnahme mit der niedrigeren Oktanzahl der verfügbaren Kraftstoffe in der DDR, zudem neigten die Škoda-Motoren infolge nicht optimaler Brennraumgestaltung auch stärker zum Klingeln als andere Konstruktionen.  Es wurden insgesamt 14.863 Fahrzeuge dieses Typs produziert.